# Bai Qiuming
Bai Qiuming (chinesisch 白秋明; * 30. August 1994 in Anda) ist ein ehemaliger chinesischer Eisschnellläufer.

## Werdegang
Bai wurde im Jahr 2013 chinesischer Meister über 500 m und absolvierte zu Beginn der Saison 2013/14 in Calgary sowie in Salt Lake City seine einzigen Weltcups. Seine beste Platzierung dabei war in der B-Gruppe der dritte Platz über 500 m. Im weiteren Saisonverlauf belegte er bei den Olympischen Winterspielen 2014 in Sotschi den 35. Platz über 500 m und gewann bei den Asienmeisterschaften 2014 in Tomakomai die Bronzemedaille über 1000 m sowie die Silbermedaille über 500 m. Bei der Winter-Universiade 2017 in Almaty kam er auf den 21. Platz über 500 m.

## Erfolge

### Olympische Spiele
- 2014 Sotschi: 35. Platz 500 m

### Asienmeisterschaften
- 2014 Tomakomai: 2. Platz 500 m, 3. Platz 1000 m

## Persönliche Bestzeiten
| Disziplin | Zeit        | Datum             | Ort            |
| --------- | ----------- | ----------------- | -------------- |
| 500 m     | 34,79 s     | 15. November 2013 | Salt Lake City |
| 1000 m    | 1:13,25 min | 13. Oktober 2013  | Changchun      |
| 1500 m    | 1:59,59 min | 9. Dezember 2011  | Changchun      |
| 3000 m    | 4:42,47 min | 9. Dezember 2011  | Changchun      |